# Fläckryggig myrfågel
Fläckryggig myrfågel (Hylophylax naevius) är en fågel i familjen myrfåglar inom ordningen tättingar.

## Utseende
Fläckryggig myrfågel är en rätt liten och kortstjärtad myrfågel. Fjäderdräkten är slående med tydliga svarta streck på bröstet och vita vingband. Könen liknar varandra, men hanen har svart strupe medan honans är vit. Honan är vidare mer beigefärgad undertill. Jämfört med den ovanligare arten prickryggig myrfågel har den skära ben, mer beigefärgade fläckar på ryggen, grått ansikte och brunare stjärt.

## Utbredning och systematik
Fläckryggig myrfågel delas in i fem underarter med följande utbredning:
- Hylophylax naevius naevius – sydöstra Colombia till södra Venezuela, Guyana, norra Peru och norra Brasilien
- Hylophylax naevius theresae – södra Ecuador till norra Peru (Loreto) och västra Amazonområdet (Brasilien)
- Hylophylax naevius peruvianus – foten av bergskedjan i norra Peru (Amazonområdet och San Martín)
- Hylophylax naevius inexpectatus – sydöstra Peru, det allra sydvästra Amazonområdet (Brasilien) och nordvästra Bolivia
- Hylophylax naevius ochraceus – sydöstra Amazonområdet i Brasilien (från Rio Tapajós till Rio Tocantins, söderut till norra Mato Grosso)

## Levnadssätt
Fläckryggig myrfågel är vida spridd i låglänta skogar. Där ses den vanligen i undervegetationen, sittande på lodräta grenar eller klängväxter nära marken. Ibland ses den besöka svärmar av vandringsmyror för att söka efter byten som skräms upp i myrornas väg.

## Status och hot
Arten har ett stort utbredningsområde, men tros minska i antal, dock inte tillräckligt kraftigt för att den ska betraktas som hotad. Internationella naturvårdsunionen IUCN listar arten som livskraftig (LC).